# Belagerung von Wyborg (1706)
1. Phase: Schwedische Dominanz (1700–1709)
Dänischer Kriegsschauplatz (1700)
Humlebæk • Tönning I 
Livländ./ Estnischer Kriegsschauplatz (1700–1708)
Riga I • Jungfernhof • Varja • Pühhajoggi • Narva • Petschora • Düna • Rauge • Erastfer • Hummelshof • Embach • Tartu • Narva II • Wesenberg I • Wesenberg II
Ingermanländ./ Finnischer Kriegsschauplatz (ab 1701)
Archangelsk • Ladogasee • Nöteborg • Nyenschanz • Newa • Systerbäck • Petersburg • Wyborg I • Porvoo • Newa II • Koporje II • Kolkanpää
Litauisch-weißrussischer Kriegsschauplatz (1702–1706)
Vilnius • Saladen • Jakobstadt • Gemauerthof • Mitau • Grodno I • Olkieniki • Njaswisch • Klezk • Ljachawitschy
Polnischer Kriegsschauplatz (1702–1706)
Klissow • Pułtusk • Thorn • Lemberg • Warschau • Posen • Punitz • Tillendorf • Rakowitz • Praga • Fraustadt • Kalisch 
Russischer Kriegsschauplatz (1708–1709)
Grodno II • Golowtschin • Moljatitschi • Rajowka • Lesnaja • Desna • Baturyn • Koniecpol • Weprik • Opischnja • Krasnokutsk • Sokolki • Poltawa I • Poltawa II
2. Phase: Schweden in der Defensive (1710–1721)
Baltischer und Finnischer Kriegsschauplatz (bis 1714)
Riga II • Wyborg II • Pernau • Kexholm • Reval • Hogland • Pälkäne • Storkyro • Nyslott • Hanko 
Schwed./Norwegischer Kriegsschauplatz (1710–1721)
Helsingborg • Køge-Bucht • Bottnischer Meerbusen • Frederikshald I • Dynekilen-Fjord • Göteborg I • Strömstad • Trondheim • Frederikshald II • Marstrand • Ösel • Göteborg II • Södra Stäket • Grönham • Sundsvall
Norddeutscher Kriegsschauplatz (1711–1716)
Elbing • Wismar I • Lübow • Stralsund I • Greifswalder Bodden I • Stade • Rügen • Gadebusch • Altona • Tönning II • Stettin • Fehmarn • Wismar II • Stralsund II • Jasmund • Peenemünde • Greifswalder Bodden II • Stresow 
Die Belagerung von Wyborg vom 11. Oktober bis Anfang November 1706 im Großen Nordischen Krieg war eine erfolglose Belagerung der schwedischen Festung an der Grenze zu Finnland durch russische Truppen unter Kommando von Fjodor Apraxin.
Der Mangel an Belagerungsgeschützen sowie das Fehlen der russischen Flotte machte eine Einnahme der Festung unmöglich. Außerdem konnten die russischen Truppen nicht ausreichend mit Nahrungsmitteln versorgt werden. Daraufhin wurde die Belagerung abgebrochen und die Truppen zogen sich nach Sankt Petersburg zurück.

## Im Vorfeld
Ab dem Frühjahr 1706 musste die russische Armee seinem Verbündeten, die Truppen des bedrängten Wahlkönig Polens, August dem Starken immer stärker unterstützen. Der Schwedenkönig Karl XII. war 1701 tief in Polen einmarschiert und hatte 1704 den schwedentreuen Stanislaus I. Leszczyński zum Gegenkönig von Polen ernannt. Die sächsischen Truppen waren den Schweden weit unterlegen. Nach der Niederlage in der Schlacht bei Fraustadt 1705 zogen sich die sächsischen Truppen nach Krakau zurück. Karl XII. rückte gegen die bis nach Grodno vorgestoßenen russischen Truppen vor und verfolgte diese bis nach Pinsk. Das russische Armeeoberkommando schickte immer mehr Truppen nach Polen und entblößte die Grenze nach Finnland. Nur die neue Stadt Sankt Petersburg war ausreichend militärisch gedeckt.
Unter dem Kommando des Generals Georg Johan Maidel verwüsteten die schwedischen Truppen weite Teile der russischen Provinz Ingermanland. Im Juni marschierte Maidel mit 4.000 Mann gegen Petersburg, konnte die Stadt aber nicht erobern. Aufgeschreckt durch diese Gefahr marschierte der Zar mit etwa 20.000 Mann Richtung Wyborg, um die Festung zu belagern und einzunehmen.
Die Festung Wyborg befand sich in einem sehr schlechten Zustand. Nachdem die Festungen Nöteborg, Nyenschantz und Kexholm infolge des Frieden von Stolbowo die neuen Grenzfestungen Schwedens zu Russland wurden, hatten die schwedischen Besatzer die Festungswerke von Wyborg immer mehr verfallen lassen. Erst nachdem die Schlüsselburg und Narva bis 1704 in die Hände der Russen gefallen waren, begannen die Schweden mit dem Aufbau der Festungswerke. Diese Arbeiten wurden aber so langsam und zögerlich durchgeführt, dass die russischen Truppen im Oktober vor einer Festung mit keiner intakten Verteidigung standen. Auch die Versorgungslage in Wyborg mit seinen 5.000 Einwohnern war schlecht organisiert und auf die begrenzten Hilfskapazitäten der schwedischen Marine angewiesen.

## Die Belagerung
Die russischen Truppen erreichten am 11. Oktober die Stadttore und begannen mit der Belagerung zu Land. Die Besatzung der Festung hatte im Vorfeld die Vororte in Brand gesteckt, damit die Russen keine Deckungsmöglichkeiten in Schussreichweite vorfanden. Eines dieser Häuser war das Armenhaus von Wyborg. Die Bewohner der Vororte fanden in der Festung Unterkunft. Jeder männliche Bürger wurde zur Verteidigung der Stadt herangezogen. Doch durch das Fehlen der russischen Marine war es den Russen nicht möglich, die Festung ernsthaft zu belagern oder anzugreifen.
Während der Belagerung ließ der Festungskommandant mehrfach Ausfälle von kleineren Reiterabteilungen (200–300 Reiter) durchführen und Gefangene machen. Bei diesen kleineren Ausfallgefechten wurden die Reiter von der Artillerie der schwedischen Garnison unterstützt. Die russische Artillerie schaffte es dagegen nicht, das Feuer genau auf die Reiter zu lenken, um die eigene Infanterie und Kavallerie wirkungsvoll zu unterstützen. Mehrfach wurden russische Soldaten gefangen genommen, welche sofort per Schiff nach Stockholm geschickt wurden. Auch schwedische Reiter gerieten in Gefangenschaft und wurden nach Moskau gebracht.
Am 17. Oktober erschien ein russischer Kapitän mit drei Dragonern und einem Tambour vor der Karje-Pforte. Er brachte Briefe der schwedischen Gefangenen und erbat Eintritt in die Festung, um für den Generalmajor Roman Bruce zu handeln. Außerdem erhielt auch er Briefe der russischen Gefangenen aus Stockholm und es wurde ein Gefangenenaustausch besprochen. General Maidel entsandte vier Tage nach den Verhandlungen die vereinbarten Güter an den russischen Kommandanten.
Am 20. Oktober gelang 200 Reitern zu Land und 150 Infanteristen zu Wasser ein Ausfall bis nach Rexwohauda, wobei die Russen aus ihren Stellungen vertrieben wurden. Nach zweistündigem Gefecht kehrten die schwedischen Truppen in die Festung zurück. Diese Unternehmung kostete die Besatzung 40 Soldaten, brachte aber auch eine Entlastung an dieser Stelle des Belagerungsringes.
Die russische Artillerie erreichte am 22. Oktober eine Anhöhe in der Nähe der Festung. Nachdem die Batterien in Stellung gebracht wurden, begannen die Kanoniere mit Kanonen- und Brandkugeln auf die Stadt zu schießen. Vom 22.–27. Oktober schossen die Russen 1098 Kugeln auf Wyborg. Durch das Bombardement wurden viele Häuser zerstört. Auch ein Teil der Festungsmauer stürzte in der Folge ein.
Am 28. Oktober schickte der Kommandant erneut einen Tambour mit Briefen in das russische Lager. Dieser kehrte mit der Nachricht des Abmarsches der Russen zurück, welche ihr Lager komplett niedergebrannt hatten. Eine nachgesandte Reitereinheit nahm drei kranke Russen gefangen, welche den Abmarsch des Heeres bestätigten. Die russischen Truppen zogen sich zurück, weil der schwedische Oberkommandierende General Maidel mit seiner angeforderten Armee von Norden her die Russen einzuschließen drohte.
Mehrere Tage später nahmen schwedische Reiter in Systerbäck einige Nachzügler gefangen. Diese waren darüber erfreut, denn der Zar hatte befohlen alle Nachzügler in Petersburg zu hängen. Der Rückmarsch der Russen kostete viele Opfer. Aus Mangel an Lebensmitteln starben jeden Tag hunderte Soldaten und Pferde.

## Die Folgen
Die russischen Truppen beschränkten sich in der Folge auf die Verteidigung der Grenzen zu Finnland. Im Jahre 1710 marschierten 18.000 Mann unter dem Befehl von Generaladmiral Fjodor Apraxin in Richtung Wyborg, um es erneut zu belagern. Diese Belagerung wurde mit der Unterstützung der russischen Marine durchgeführt und die Festung musste sich am 12. Juni 1710 ergeben.